# Districte de Luxemburg
El Districte de Luxemburg és un dels tres districtes del Gran Ducat de Luxemburg. Està format per quatre cantons, dividits en 47 municipis:
1. Capellen
  - Bascharage
  - Clemency
  - Dippach
  - Garnich
  - Hobscheid
  - Kehlen
  - Koerich
  - Kopstal
  - Mamer
  - Septfontaines
  - Steinfort
2. Esch-sur-Alzette
  - Bettembourg
  - Differdange
  - Dudelange
  - Esch-sur-Alzette
  - Frisange
  - Kayl
  - Leudelange
  - Mondercange
  - Pétange
  - Reckange-sur-Mess
  - Roeser
  - Rumelange
  - Sanem
  - Schifflange
3. Luxemburg
  - Bertrange
  - Contern
  - Hesperange
  - Luxemburg
  - Niederanven
  - Sandweiler
  - Schuttrange
  - Steinsel
  - Strassen
  - Walferdange
  - Weiler-la-Tour
4. Mersch
  - Bissen
  - Boevange-sur-Attert
  - Colmar-Berg
  - Fischbach
  - Heffingen
  - Larochette
  - Lintgen
  - Lorentzweiler
  - Mersch
  - Nommern
  - Tuntange

Fa frontera amb el Districte de Grevenmacher a l'est, amb el Districte de Diekirch al nord, la província belga de Luxemburg a l'oest i el departament francès de Mosel·la al sud. Té la renda per capita més alta de tot Luxemburg, 72,300 $.